# Kit Ričards
Kit Ričards (engl. Keith Richards, rođen 18. decembra 1943. u Dartfordu, Kent) je engleski gitarista, tekstopisac, pevač i jedan od osnivača čuvenog rok benda Rolingstonsi.
Sa Mikom Džegerom kao koautorom, napisao je i snimio mnogobrojne pesme za ovu grupu, uključujući (I Can't Get No) Satisfaction, Jumpin' Jack Flash, Miss You, Start Me Up, Brown Sugar, Angie, Sympathy For The Devil i na stotine drugih.
Objavio je i tri samostalna albuma, među kojima je album "Talk is cheap" bio najbolji. Kao gitarista, Ričards je najpoznatiji po inovativnom, ritmičnom sviranju.
Ričards se pojavio u filmu Pirati sa Kariba: Na kraju sveta, objavljenom u maju 2007, u ulozi oca kapetana Džeka Sparoua (Džoni Dep).

## Rani život
Ričards je rođen 18. decembra 1943. u bolnici Livingston u Dartfordu, Kent, Engleska. On je jedino dete Doris Maud Lidia (rođena Dupri) i Herberta Viliama Ričardsa. Njegov otac je bio fabrički radnik koji je bio ranjen u Drugom svetskom ratu tokom invazije na Normandiju.‍:17–18 Ričardsovi deda i baka po ocu, Erni i Elajza Ričards, bili su socijalisti i građanski lideri, za koje je on smatrao da su „manje ili više stvorili Laburističku stranku Voltamstoa”, a oboje su bili gradonačelnici opštine Voltamstou u Eseksu, pri čemu je Elajza je postala gradonačelnica 1941. Porodica njegovog pradede potiče iz Velsa.‍:17–18‍:500
Njegov deda po majci, Avgustus Teodore „Gas” Dupri, koji je putovao po Velikoj Britaniji sa džez big bendom, Gus Dupree and His Boys, podstakao je Ričardsovo interesovanje za gitaru.‍:29–30 Ričards je rekao da mu je Dupri dao prva gitaru. Njegov deda je 'zadirkivao' mladog Ričardsa gitarom koja se nalazila na polici koju Ričards u to vreme nije mogao da dohvati. Konačno, Dupri je rekao Ričardsu da ako on uspe da dohvatiti gitaru, ona je njegova. Ričards je zatim osmislio mnoštvo načina dolaska do gitare, uključujući stavljanje knjiga i jastuka na stolicu, dok konačno nije dosegao do instrumenta, nakon čega ga je deda naučio osnovama za Ričardsovu prvu melodiju, „Malagueña”. On je predano radio na pesmi, a onda mu je deda dozvolio da zadrži gitaru, što je on nazvao 'nagradom veka'. Ričards je svirao kod kuće, slušajući snimke Bilija Holideja, Luja Armstronga, Djuka Elingtona i drugih.‍:33 Njegov otac je, s druge strane, omalovažavao muzički entuzijazam svog sina. Jedan od prvih Ričardsovih gitarskih heroja bio je Elvisov gitarista Skoti Mur.‍:72
Ričards je pohađao osnovnu školu Ventvort sa Mikom Džegerom i bio mu je komšija do 1954. godine, nakon čega su se obe porodice Ričards i Džeger preselile. Od 1955. do 1959. Ričards je pohađao Srednju tehničku školu za dečake u Dartfordu.‍:22 Regrutovan od horovođe Dartfordske škole, R.V. „Džejka“ Klara, on je pevao u triu dečačkih sopranista, između ostalog, u Vestminsterskoj opatiji za kraljicu Elizabetu II.‍:27–28 Godine 1959, Ričards je izbačen sa Dartfordske tehničke škole zbog izostanka i prebačen na Sidkap umetnički koledž, gde je upoznao Dika Tajlora.‍:30‍:263 U Sidkapu, nije posvećivao dovoljno pažnje nastavi, već je posvetio veći deo svog vremena sviranju gitare sa drugim studentima u đačkoj sobi. U ovo vreme, Ričards je bio savladao većinu solo numera Čaka Berija.‍:34–35
Ričards je nehotice ponovo sreo Džegera na železničkom peronu kada se Džeger uputio na časove u Londonskoj školi ekonomije.‍:38 Ritam i bluz albumi isporučivi poštom izdavačke kuće Chess Records muzičara Čaka Berija i Madi Votersa koje je Džeger nosio bili su od zajedničkog interesa i to je dovelo do obnove njihovog prijateljstva. Zajedno sa zajedničkim prijateljem Dikom Tejlorom, Džeger je pevao u amaterskom bendu Little Boy Blue and the Blue Boys, kojem se uskoro pridružio i Ričards. Bend se raspao kada je Brajan Džouns, nakon diskusije o njihovom zajedničkom interesovanju za bluz muziku, pozvao Mika i Kita u pab Briklejers Arms, gde su upoznali Ijana Stjuarta.
Do sredine 1962. Ričards je napustio Sidkup umetnički koledž, da bi se posvetio muzici i preselio se u stan u Londonu sa Džegerom i Džonsom. Njegovi roditelji su se razveli otprilike u isto vreme, što je dovelo do toga da je boravio u blizini majke i ostao otuđen od oca do 1982.‍:327–328
Nakon što su Rolingstonsi 1963. potpisali za Deka Rekords, menadžer benda, Endru Lug Oldam, izbacio je zadnje slovo iz Ričardsovog prezimena, smatrajući da je „Kit Ričard”, prema njegovim rečima, „izgledalo više pop”.‍:63 Tokom kraja sedamdesetih, Ričards je ponovo uspostavio s u svom prezimenu.

## Solo diskografija

### Albumi

#### Studio
| Godina | Naslov          |
| ------ | --------------- |
| 1988   | Talk Is Cheap   |
| 1992   | Main Offender   |
| 2015   | Crosseyed Heart |

#### Uživo i kompilacija
| Godina | Naslov                                             | Nopomene    |
| ------ | -------------------------------------------------- | ----------- |
| 1991   | Live at the Hollywood Palladium, December 15, 1988 | uživo       |
| 2010   | Vintage Vinos                                      | kompilacija |

### Singlovi
| Datum objavljivanja                     | Naslov                                       | UK Airplay | US Mainstream Rock | US Adult Alternative | Canada Digital | Mexico Ingles Airplay | Album                                              |
| --------------------------------------- | -------------------------------------------- | ---------- | ------------------ | -------------------- | -------------- | --------------------- | -------------------------------------------------- |
| Decembar 1978                           | "Run Rudolph Run" b/w "The Harder They Come" | —          | —                  | —                    | —              | —                     | singl koji nije album                              |
| Oktobar 1988                            | "Take It So Hard"                            | —          | 3                  | —                    | —              | —                     | Talk Is Cheap                                      |
| Novembar 1988                           | "You Don't Move Me"                          | —          | 18                 | —                    | —              | —                     | Talk Is Cheap                                      |
| Februar 1989                            | "Struggle"                                   | —          | 47                 | —                    | —              | —                     | Talk Is Cheap                                      |
| Oktobar 1992                            | "Wicked As It Seems"                         | —          | 3                  | —                    | —              | —                     | Main Offender                                      |
| Januar 1993                             | "Eileen"                                     | —          | 17                 | —                    | —              | —                     | Main Offender                                      |
| Decembar 2007                           | "Run Rudolph Run" b/w "Pressure Drop"        | —          | —                  | —                    | 68             | —                     | ponovno izdanje A-strane sa bezalbumskom B-stranom |
| Avgust 2015                             | "Trouble"                                    | 64         | —                  | 20                   | —              | 49                    | Crosseyed Heart                                    |
| Novembar 2015                           | "Heartstopper"                               | —          | —                  | —                    | —              | 46                    | Crosseyed Heart                                    |
| "—" označava izdanja koja nisu na listi |                                              |            |                    |                      |                |                       |                                                    |

### Drugi nastupi
| Godina | Pesma                                                 | Album                                  | Napomene                                             |
| ------ | ----------------------------------------------------- | -------------------------------------- | ---------------------------------------------------- |
| 1992   | "Oh Lord, Don't Let Them Drop That Atomic Bomb on Me" | Weird Nightmare: Meditations on Mingus | Čarls Mingusova naslovnica                           |
| 2001   | "You Win Again"                                       | Timeless                               | Henk Vilijamsova naslovnica                          |
| 2005   | "Hurricane"                                           | N/A                                    | humanitarni singl, prvobitno pripisan Rolingstonsima |

## Glavni vokal na numerama Rolingstonsa
Ispod je lista zvanično objavljenih numera Rolingstonsa na kojima Ričards peva vodeće vokale ili deli vodeće vokalne dužnosti:
- "Something Happened to Me Yesterday" (Džegerova rezerva), "Connection" (zajedno sa Džegerom) – Between the Buttons (1967)
- "Salt of the Earth" (prvi stih) – Beggars Banquet (1968)
- "You Got the Silver" – Let It Bleed (1969)
- "Happy" – Exile on Main St. (1972)
- "Coming Down Again" – Goats Head Soup (1973)
- "Memory Motel" (naizmenično sa Džegerom) – Black and Blue (1976)
- "Happy" (uživo) – Love You Live (1977)
- "Before They Make Me Run" – Some Girls (1978)
- "All About You" – Emotional Rescue (1980)
- "Little T&A" – Tattoo You (1981)
- "Wanna Hold You" – Undercover (1983)
- "Too Rude", "Sleep Tonight" –  Dirty Work (1986)
- "Can't Be Seen", "Slipping Away" – Steel Wheels (1989)
- "Can't Be Seen" (uživo) – Flashpoint (1991)
- "The Worst", "Thru and Thru" – Voodoo Lounge (1994)
- "Slipping Away" (proba akustičnog studija) – Stripped (1995)
- "You Don't Have to Mean It", "Thief in the Night", "How Can I Stop" – Bridges to Babylon (1997)
- "Thief in the Night" (uživo), "Memory Motel" (uživo, naizmenično sa Džegerom i Dejvom Matjusom) – No Security (1998)
- "Anyway You Look At It" (naizmenično sa Džegerom) – "Saint of Me" (B-side) (1998)
- "Losing My Touch" – Forty Licks (2002)
- "Happy" (uživo), "The Nearness of You" (uživo), "You Don't Have to Mean It" (live) – Live Licks (2004)
- "This Place Is Empty", "Infamy" – A Bigger Bang (2005)
- "Hurricane" – CD singl (besplatno na američkim koncertima Rolingstonsa 2005. uz donaciju fondu Uragana Katrine)
- "Thru and Thru" (uživo) – Rarities 1971–2003 (2005)
- "You Got the Silver" (uživo), "Connection" (live), "Little T&A" (uživo) – Shine a Light (2008)
- "Soul Survivor" (alternativni snimak) – Exile on Main Street (2010 Reissue) (2010)
- "We Had it All" – Some Girls (2011 Reissue) (2011)

## Filmografija
| Godina | Naslov                                           | Uloga      | Napomene                                                                                    |
| ------ | ------------------------------------------------ | ---------- | ------------------------------------------------------------------------------------------- |
| 1969   | Man on Horseback                                 | Vojnik     |                                                                                             |
| 2002   | The Simpsons                                     | On sam     | "How I Spent My Strummer Vacation" (voice)                                                  |
| 2007   | Pirates of the Caribbean: At World's End         | Kaptan Tig | Nagrađen Skrim nagradom                                                                     |
| 2011   | Pirates of the Caribbean: On Stranger Tides      | Kaptan Tig | Nominovan — Nagradu narodnog izbora za omiljeni glumački ansambl Nominovan za Skrim nagradu |
| 2011   | Toots and the Maytals: Reggae Got Soul           | On sam     | Dokumentarni film                                                                           |
| 2012   | Rolling Stones: One More Shot                    | On sam     | TV film                                                                                     |
| 2015   | Keith Richards: Under the Influence              | On sam     | TV film                                                                                     |
| 2017   | Pirates of the Caribbean: Dead Men Tell No Tales | Kaptan Tig | Samo sličnost                                                                               |

## Bibliografija
- 2009: Life
- 2014: Gus & Me: The Story of My Granddad and My First Guitar

## Spoljašnje veze
- Zvanični sajt
- Kit Ričards na sajtu  (jezik: engleski)
- Kit Ričards na sajtu  (jezik: engleski)
- Kit Ričards na veb-sajtu  (jezik: engleski)
- CBC Archives Richards's trial and sentencing in 24 October 1978 and 16 April 1979